# Fanfulla da Lodi (canzone goliardica)
Fanfulla da Lodi è una canzone goliardica dal testo volgare e libertino.

## Storia
La canzone, che è legata alla tradizione orale, fu particolarmente in voga sia fra i fascisti sia tra i partigiani italiani durante la seconda guerra mondiale. Riprende nel testo parte del processo di Sculacciabuchi, in particolare della sentenza.

## Testo
Il testo narra le gesta amatorie e licenziose del giovane Bartolomeo Tito Alon, detto Fanfulla, originario di Lodi, definito barone nel testo.
Secondo la canzone, il barone in questione viene iniziato all'arte amatoria da una donna di facili costumi, che però lo infetta con una malattia venerea che lo porta all'amputazione di un testicolo.

## Interpreti
- Giulio Franchi, Fanfulla Da Lodi / Strofette, Ribalta – APS 19357, 7", 1967[3]
- Duo Padano, Fanfulla da Lodi (La legge del menga), in Canzoni Maliziose, Pop, 2011

## Titoli
Essendo una canzone popolare è conosciuta con diversi titoli tra i quali:
- La legge del menga
- Il barone Fanfulla da Lodi
- La Ballata di Fanfulla
- Fanfulla da Lodi

Nel 1967 Pilade ha pubblicato un 45 giri che sul lato A riportava il brano La legge del menga.

## Influenze
Espressioni tratte dal testo della canzone come la "legge del menga" e la "legge del Volga" vengono usate in vari contesti. Una citazione diretta si ha in una seduta pubblica del consiglio della Toscana in queste parole pronunciate da un consigliere nel 2014: "Domando: se non ci fosse questo emendamento vorrebbe dire che sarebbe valida quella famosa legge  "del Menga"...",